# Anarete serena
Anarete serena är en tvåvingeart som beskrevs av Berest 2000. Anarete serena ingår i släktet Anarete och familjen gallmyggor.
Artens utbredningsområde är Ukraina. Inga underarter finns listade i Catalogue of Life.